# Myrmeconauclea strigosa
Myrmeconauclea strigosa är en måreväxtart som först beskrevs av Pieter Willem Korthals, och fick sitt nu gällande namn av Elmer Drew Merrill. Myrmeconauclea strigosa ingår i släktet Myrmeconauclea och familjen måreväxter.

## Underarter
Arten delas in i följande underarter:
- M. s. fluviatilis
- M. s. strigosa